# Londontraktaten (1604)
 For alternative betydninger, se Londontraktaten. (Se også artikler, som begynder med Londontraktaten)
Londontraktaten, som blev underskrevet 18. maj (24. maj) 1604, afsluttede den 19 år lange Engelsk-spanske krig. Forhandlingerne foregik i Somerset House i London og omtales nogle gange som Somerset House-konferencen.
Efter at dronning Elizabeth var død i 1603 søgte hendes efterfølger Jakob 1. af England at få en hurtig afslutning på den lange og udmarvende krig. Filip 3. af Spanien, som også havde arvet krigen fra sin forgænger Filip 2. hilste fredstilbuddet varmt velkommen og gav ordre til at indlede de vanskelige forhandlinger som fulgte.
Den Engelsk-spanske krig havde været en kompliceret og afvekslende konflikt, som også havde forbindelser med 80-års krigen i Holland, de franske religionskrige og Niårskrigen i Irland. Fredsbetingelserne var gunstige for Spanien, da de førte til en afslutning på den engelske støtte til det hollandske oprør og på de engelske angreb på spanske handelsskibe. Samtidig var traktaten en spansk indrømmelse af, at dets håb om at genskabe katolicismen i England var slået fejl. Efter underskrivelsen af traktaten holdt England og Spanien fred indtil 1625.

## Den engelske delegation
- Robert Cecil, 1. jarl af Salisbury (1563-1612), udenrigsminister og Jakob 1.s ledende minister.
- Charles Blount, 1. jarl af Devonshire (1563-1606), soldat.
- Thomas Sackville, 1. jarl af Dorset (1536-1608), poet og finansminister.
- Henry Howard, 1. jarl af Northampton (1540-1614), Lord Warden of the Cinque Ports.
- Charles Howard, 1. jarl af Nottingham (1536-1624), flådeminister

## Den spanske delegation
Kun to i den spanske delegation var spaniere, resten kom fra den spanske konges andre territorier.
- Charles de Ligne, fyrstelig greve af Arenberg,
- Juan Fernández de Velasco 5. hertug af Frías, konstaben af Castilien.
- Jean Richardot, præsident for rigsrådet i Bruxelles.
- Alessandro Robida, senator fra Milano.
- Louis Vereyken, Audiencier of Brussels.
- Juan de Tassis y Peralta, 2. greve af Villamediana.